# Dějiny geografie
Dějiny geografie jako jedné z nejstarších věd vůbec sahají daleko do historie lidstva. Zatímco mapy byly vyráběny a používány několik tisíciletí dříve (doklady jsou o jejich používání Sumeřany), první kulturou, která se zaměřila na systematické a vědecké zkoumání Země byly až starověcí Řekové.

## Starověk

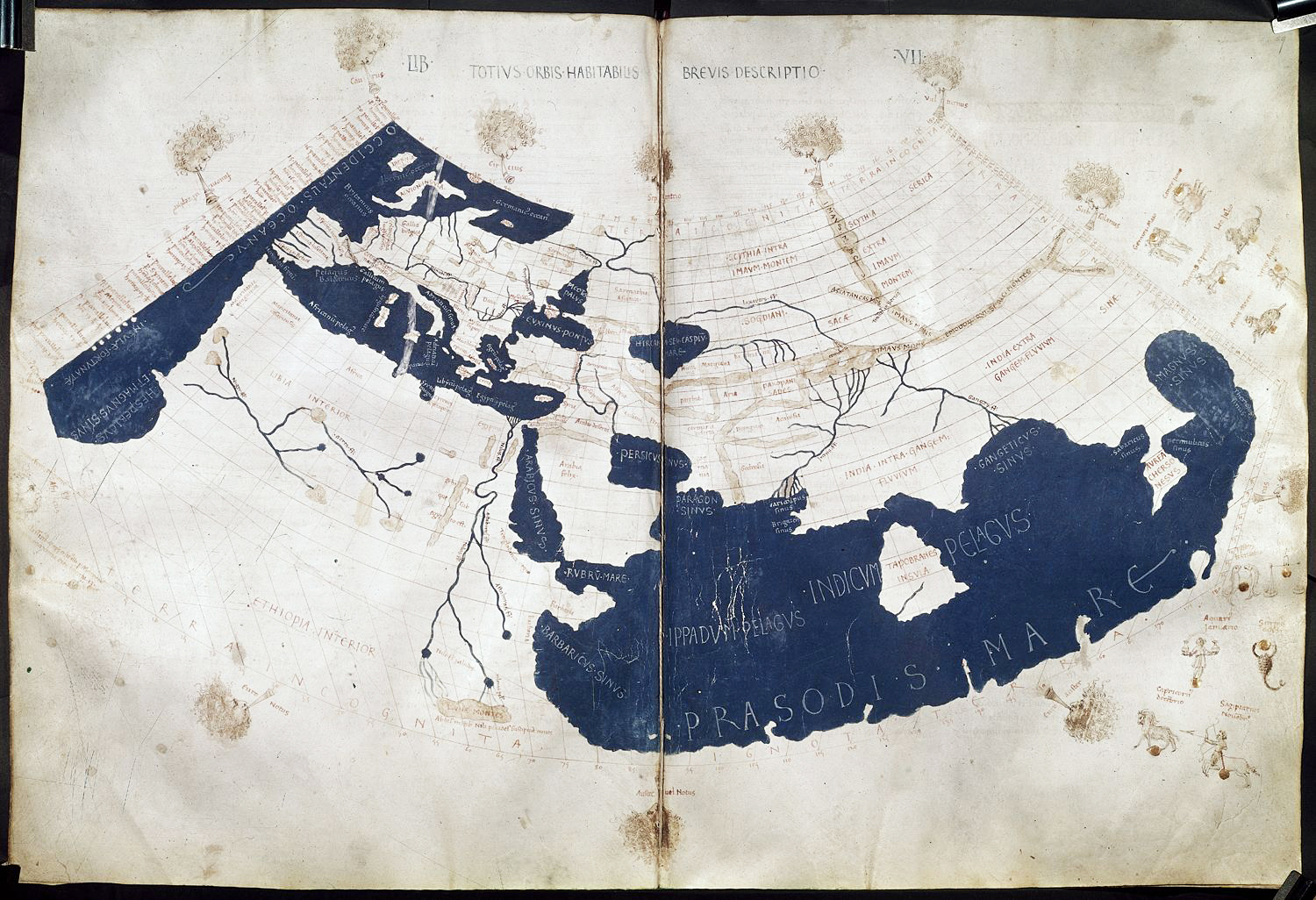
Replika Ptolemaiovy mapy z 15. století, původně vytvořena přibližně okolo roku 150

Významnými geografy ve starověkém Řecku byly:
- Jónská škola (6. stol. př. n. l.; Thalés, Anaximandros apod.): Vysvětlovala různé přírodní jevy, jako jsou střídání souše a moře, zemětřesení, záplavy Nilu, Eufratu, Tigridu a jiných tehdy známých řek.
- Aristotelés (384–322 př. n. l.): V jeho koncepcích se začínají objevovat vysvětlení oblačnosti, cirkulace vody a vzduchu
- Hérodotos (484–425 př. n. l.): "Otec geografie", přišel s koncepcí kulaté Země a jejích teplotních zónách
- Alexandrijská škola (kolem začátku letopočtu; Eratostenes, Hypparchos): založili matematicko-astronomickou geografii a kartografii. Pojmenování "geografie" se poprvé objevuje u Eratostena, který vypočítal první poměrně přesný odhad velikosti Země.
- Jiní: Theofrastos, Pýtheás, Hekataios, Hippokratés

Díky řecké kolonizaci Středomoří a okolních území vznikaly mnohé popisy zemí (periegesis) a popisy pobřeží a přístavů (periplus).
Ve starověkém Římě přibyly konkrétní znalosti o zemích. Geografické znalosti byly rozvíjeny zejména čistě praktickými potřebami státu při objevování nových zemí. Rovněž došlo k výraznějšímu rozvoji tvorby map. I v Římské říši byly nejdůležitějšími geografy Řekové. Strabón (* 63/4 př. n. l. – 24) je znám svým 17svazkovým dílem Geographika, které obsahuje shrnutí tehdejšího poznání světa a je nejvýznamnějším dílem, ze kterého máme informace o starověké geografii. 100 let po Strabonovi podobné dílo vytvořil Ptolemaios (90–168) s názvem Geographia, kde popisuje velké množství starověkých míst a různých kmenů obývajících tehdejší známé oblasti.

## Časný středověk

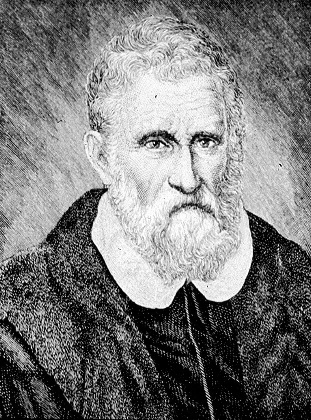
Marco Polo

V Evropě došlo ve středověku k značnému úpadku vědeckého poznání. Geografické představy o Zemi byly primitivní. Země prý měla formu desky, která plave na rozsáhlém oceánu. Na řeckou tradici však navázali Arabové. Mezi významné postavy z tohoto období patří Al-Idrísí, Abú Abdallah ibn Battúta a Ibn Khaldun. Arabská říše se tehdy rozprostírala od Maroka až po Indii a arabští kupci procestovali napříč Asii, Afriku i Indický oceán a nasbírali množství poznatků o těchto místech.
V Evropě geografie znovu ožila až ve 12. až 14. století, kdy zeměpisné poznatky rozšířily cestopisy W. Rubruka, Marca Pola a jiných.

## 15. až 17. století

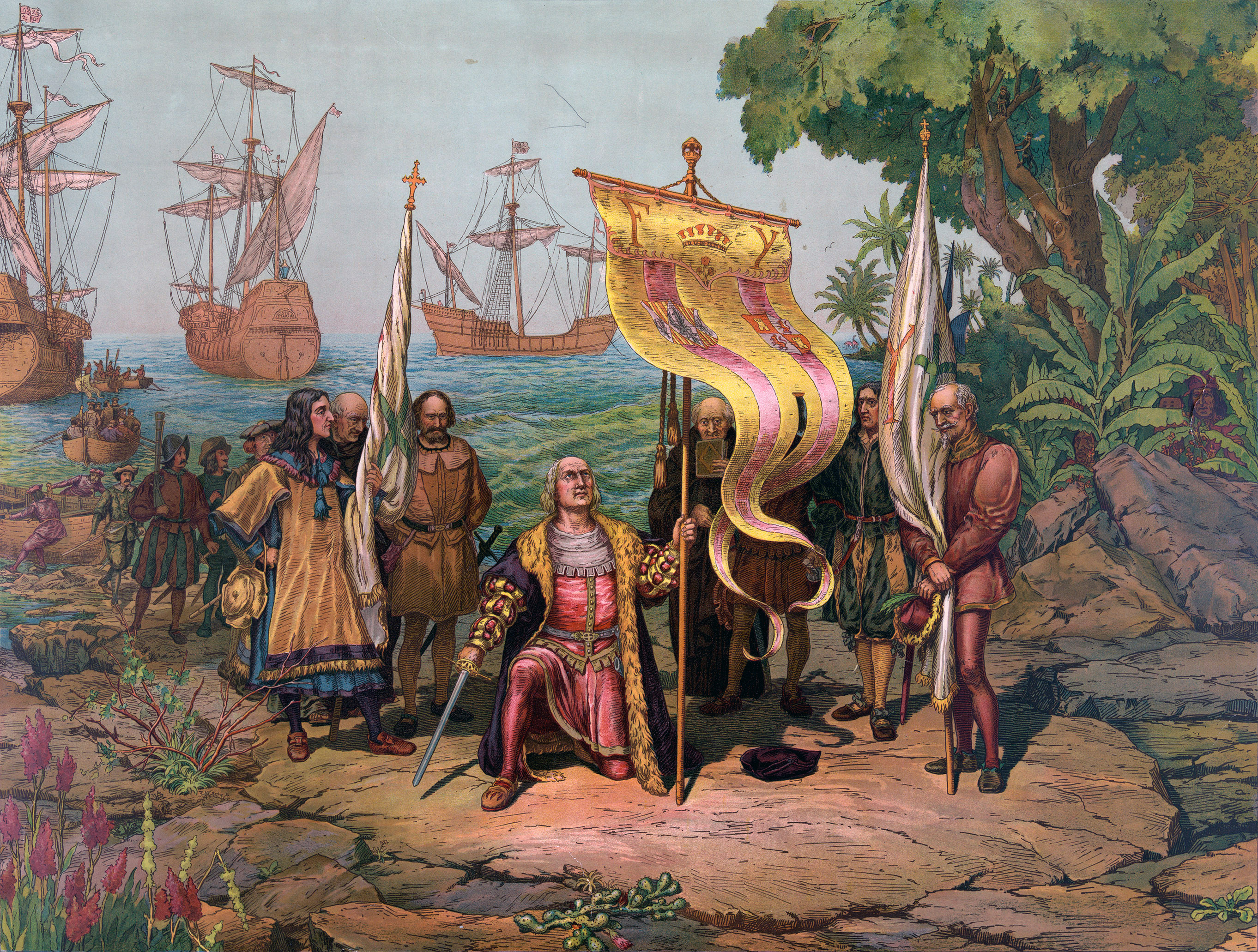
Kryštof Kolumbus při objevování Ameriky roku 1492

Na značné zlepšení znalostí o Zemi v 15. a 16. stol. měli velký vliv objevitelské cesty a mořeplavby Kryštofa Kolumba, Fernanda Magalhaese a Vasco da Gamy, které přinesly nové poznatky o rozlehlých oceánech, vzdálených zemích a jejich přírodním bohatství. V několika evropských státech vyšly i nová vydání Ptolemaiovy Geografie s příslušnými doplňky a vypracovalo se několik "kosmografií" (popisů Země) navazujících na Strabona a Ptolemaia (v Německu např. M. Waldseemüller, P. Apianus, S. Münster, J. Cochläus). Zatímco zpočátku ještě převažovaly zmínky senzací, pomalu začali převažovat pozorování přírody a kulturních odlišností. Byly sestaveny první geografické atlasy. Na dalších objevitelských plavbách se postupně získávaly znalosti o oceánech, stálých pasátech a mořských proudech. Vnitrozemí vzdálených kontinentů bylo však v 16. stol. ještě neprozkoumané.
Vědecké zpracování získaných geografických faktů začalo v 17. století. Už roku 1610 zveřejnil von B. Keckermann (1571/1573–1608) soustavu všeobecné geografie. Prvním větším geografickým dílem v 17. století byla Geographia genenalis (1650), v níž Bernhardus Varenius (1622–1650) popsal zvláštnosti pevniny, hydrosféry a atmosféry.

## 18. a 19. století

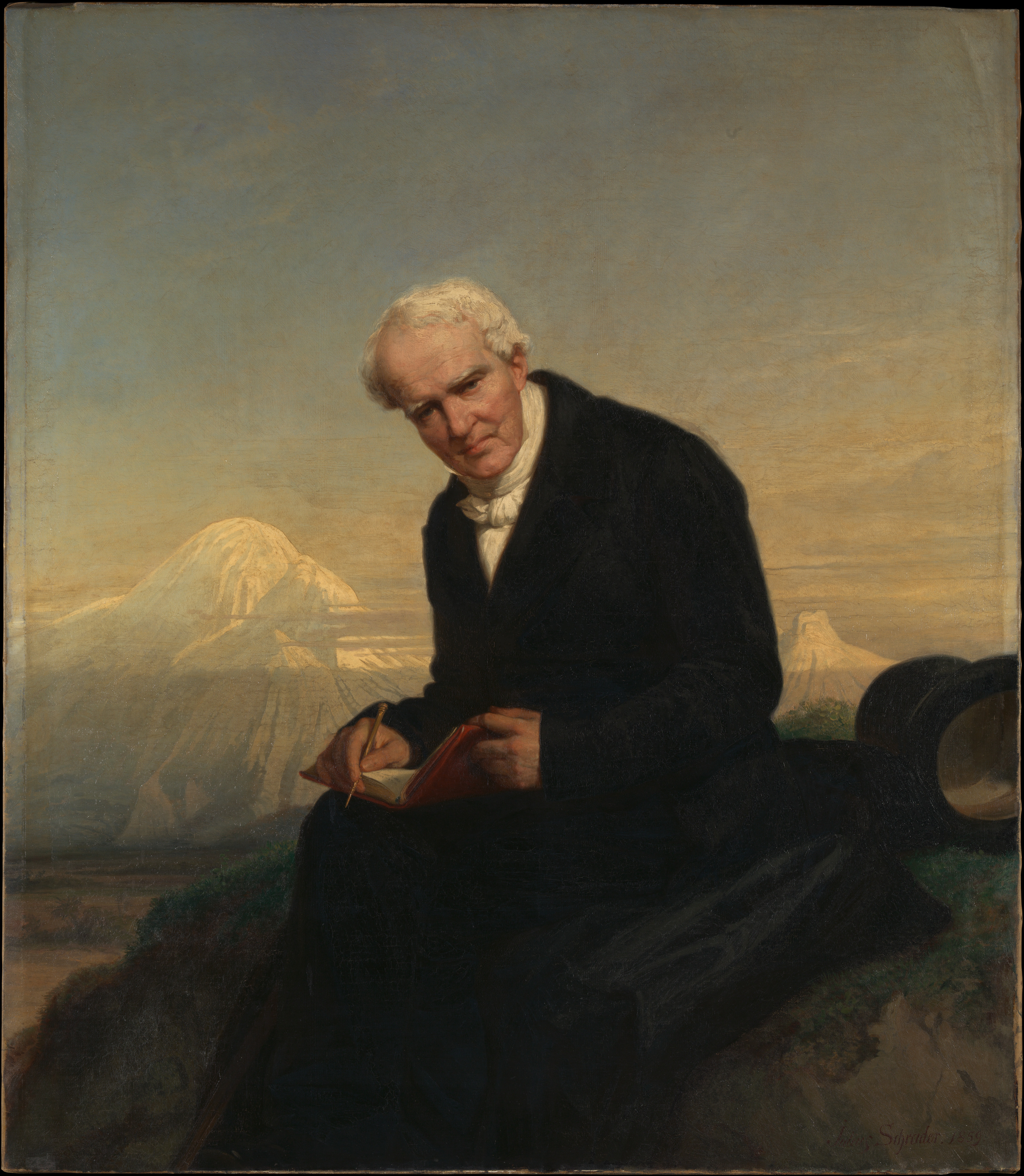
Alexander von Humboldt

Za období ustavování geografie jako moderní vědy lze považovat 18. století a první polovinu 19. století. Geografie se stává jedním ze základních předmětů tehdejšího univerzitního vzdělání. Na vývoj geografického myšlení měli v tomto období vliv dvě významné postavy, němečtí geografové Alexander von Humboldt (1769–1859) a Carl Ritter (1789–1849). Humboldt ve svém díle Kosmos podal první syntézu nahromaděných poznatků o Zemi, zaměřenou zejména na fytogeograficko-klimatologickou část geografie. Carl Ritter naopak věnoval pozornost vlivu přírodních podmínek na osídlení Země.
Co se týče geografických objevů byla přezkoumána Austrálie a Oceánie, a to mořeplavci Jamesem Cookem a Ábelem Tasmanem.

## Environmentální determinismus
Druhá polovina 19. století až začátek 20. století je nazývána také obdobím environmentálního determinismu, kdy se aspekty společnosti připisovaly vlivům přírodního prostředí. Kromě Carla Rittera byly v tomto období důležitými postavami Ellsworth Huntington a Ellen Churchill Semple. Friedrich Ratzel (1844–1904), který v tomto období také působil, je známý svou teorií státu jako žijícího organismu. Populárními hypotézami v tomto období byly např.: "tropická klima dělá lidi v této oblasti línými a neustálé změny klimatu v oblasti mírného pásma vedou ke zlepšení intelektuálních vlastností jeho obyvatel". Takové názory vedly k povyšování se nad jiné kultury a k podpoře rasismu, což nakonec vedlo ke kritice environmentálního determinismu.
V 19. století došlo i k rozdělení (fyzické) geografie na jednotlivé oblasti s vlastními metodikami, z nichž se pak vyvinuly samostatné vědy (např. geofyzika, meteorologie).

## Regionální geografie
Konec 19. století a první polovina 20. století je obdobím regionální geografie. Již v předchozím období někteří geografové (E. Reclus, P. P. Semenov, D. N. Anučin aj.) začaly tvořit syntetická shrnutí geografických bádání. Chorologické názory na geografii (popisy lokalit, regionů) nejpodrobněji rozvinul Alfred Hettner (1859–1941). Charakteristikami regionů se zabýval také francouzský geograf P. Vidal de la Blache a jeho následovníci. Názory o přírodních územních celcích vypracovali ruští geografové V. V. Dokučajev, A. I. Vojejkov, G. I. Vysockij a L. S. Berg a německý geograf Z. Passarge, který vypracoval jejich klasifikaci. Regionální geografové se zaměřovaly na sběr popisných informací o různých místech na Zemi i dělením povrchu Země na regiony.
Silný vliv regionální geografie přetrval až do poloviny 20. století, kdy Američan R. Hartshorne ve své knize The nature of geography (1939) definoval geografii jako vědu, která se zabývá hledáním rozdílů mezi regiony, lokacemi (tzv. study of areal differenciation) nebo hledáním jedinečností. Tento přístup byl následně kritizován (hlavně Schaeferem) jako nevědecký vzhledem k tomu, že věda by měla hledat a definovat zákony, ověřovat hypotézy a formulovat teorie, tedy hledat zákonitosti, které jsou obecně platné. Geografie byla téměř čistě popisnou vědou, s málo rozvinutým teoretickým a metodologickým aparátem. Také byla vědou bez nějakého výraznějšího praktického uplatnění, což ve srovnání s jinými vědeckými disciplínami bylo značným handicapem. Vyvrcholení krize v geografii nastává počátkem 50. let, kdy například v USA dochází k rušení studijních programů a kateder geografie na vysokých školách po celé zemi.

## Kvantitativní revoluce
Lékem na tento vývoj bylo období tzv. kvantitativní revoluce (konec 50. a 60. léta 20. století), kdy dochází k rozvoji nových metodických postupů v oblasti prostorové analýzy a rozvíjí se teoretická geografie. V geografii se zabydlují metody modelování a statistické analýzy. Došlo k posunu od místa (území – regionu, vymezeného hranicemi) k prostoru (kontinuální prostor). Dochází také k rozvoji lokačních teorií (J. H. von Thünen, A. Weber, W. Christaller), které našly své uplatnění v plánovací praxi. Kvantitativní revoluce nejvíce ovlivnila fyzickou i humánní geografii (ekonomickou a městskou geografii). Dala také základ pro pozdější vznik geografických informačních systémů nebo geoinformatiky, i disciplín jako jsou dálkový průzkum Země nebo fotogrammetrie.

## Kritická geografie
Přestože pozitivistické myšlení je v geografii důležité i v současnosti, v 70. letech 20. století se v (humánní) geografii objevila kritika přístupu, který počítá s člověkem jako ideální a maximálně rozumně se chovající bytostí (tzv. homo economicus). Vyzývá naopak k zaměření se na společnost, jednotlivce a sociální vztahy. Kromě kvantitativních metod výzkumu v geografii žádala i kvalitativní metody. Do centra výzkumu se také dostaly problémy životního prostředí a později globalizace.